# Gabriel-Tristan Franconi
Gabriel Victor Léon Franconi dit Gabriel-Tristan Franconi est un écrivain et poète d'origine suisse naturalisé français, né à Paris (6e arrondissement), 13, rue des Canettes, le 17 mai 1887, mort pour la France, décapité par un obus, au bois de Sauvillers (Somme) le 23 juillet 1918.

## Biographie

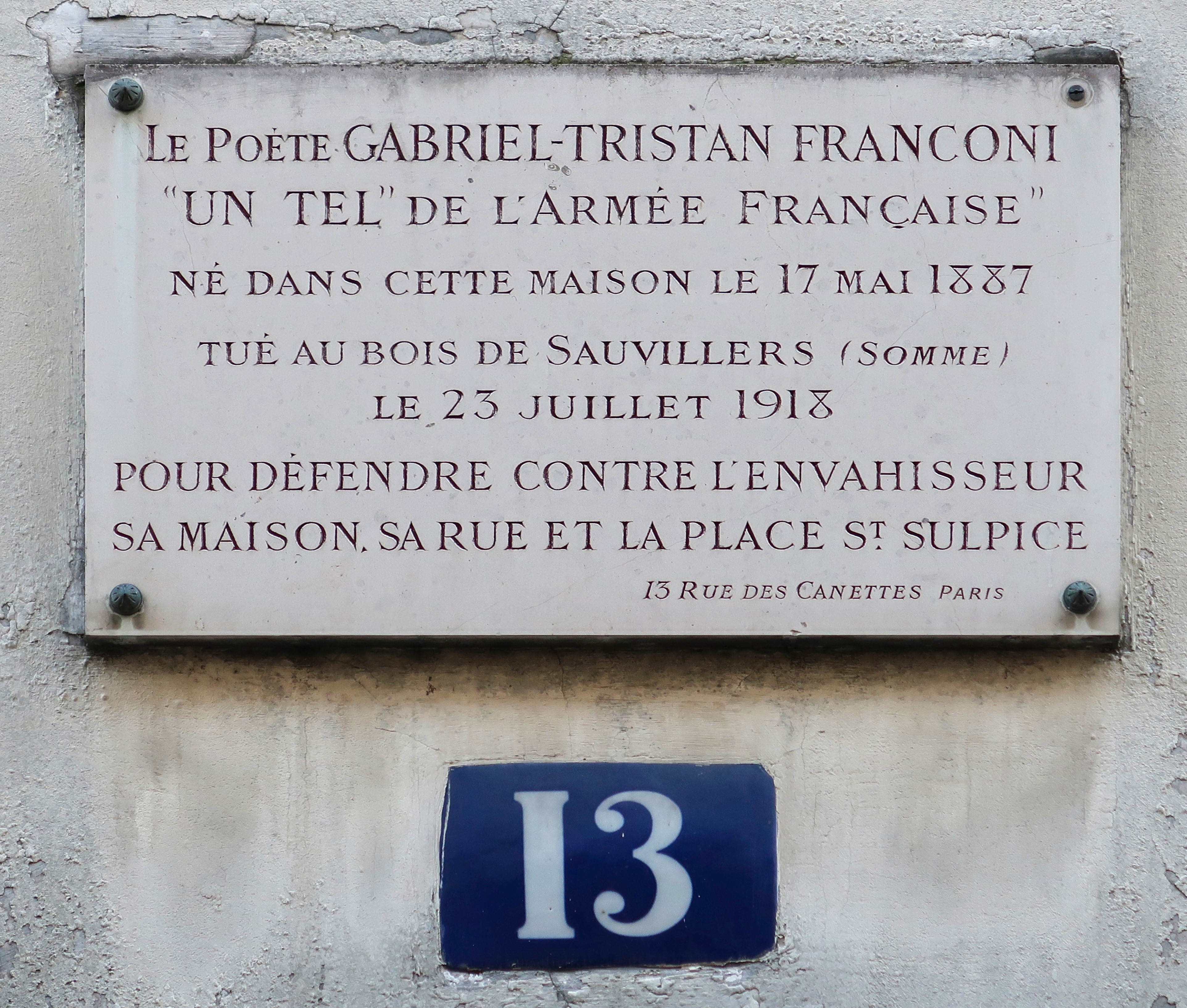
Plaque rue des Canettes (Paris).

Gabriel Victor Léon Franconi nait au 13, rue des Canettes, dans le quartier Saint-Sulpice, au domicile de ses parents. Son père, fumiste d'origine italienne né en Suisse dans une famille garibaldienne, épouse à Paris Marie-Jeanne Martella, native de la capitale, qui lui donnera ce seul fils, Gabriel, près de six ans après leur mariage (1881) . Il perd son père à sept ans et sera élevé par sa mère, aveugle, et sa grand-mère.
André Colomer lui présente Roger Dévigne fin 1905 ; ce dernier est témoin à son premier mariage le 27 décembre 1906.
Il est membre de la Société historique du 6e arrondissement de Paris.
Entre la fin de 1907 et 1908, il fonde avec Roger Dévigne, André Colomer, Bernard Marcotte et d'autres amis la revue d'art La Foire aux chimères (« Organe du Groupe d'Action d'Art : le Mouvement Visionnaire »).
Sous le pseudonyme de Bis-Bur, il participe en 1909 et 1910, en compagnie de Fernand Allard l'Olivier, Gustave Charlier, René Colomer, Emile Gérard-Gailly et Victor Morin à un hebdomadaire intitulé Les Guignolades.
Le 19 mai 1911, il comparait devant les tribunaux pour coups et blessures sur la personne de René Christian-Frogé, lors d'une « Hurle-aux-Loups » (réunion mensuelle du « groupe des Loups », fondé par Anatole Belval-Delahaye), le 21 janvier 1910.
En 1911, il fonde le journal Les Lions, dont le premier (et seul) numéro parait en juin,.
Il lance, le 19 octobre 1913, dans Paris-Journal, la rubrique hebdomadaire « La Semaine cinématographique », qui a l'intérêt de marquer les débuts de la critique cinématographique.
Il organise, le 25 février 1914, au Café Voltaire, à Paris, une « bataille littéraire », intitulée la « Ménagerie littéraire », à laquelle il convie tous ceux à qui il a des reproches à faire, dont Saint-Georges de Bouhélier.
Il obtient en 1916 la Bourse nationale de voyage du Ministère de l'instruction publique et des beaux-arts, instituée par Maurice Couyba.
Pendant la Première Guerre mondiale, il intègre, à sa demande, le 272e régiment d'infanterie. Il est grièvement blessé en mars 1916 à Mouilly et soigné au Grand Palais, transformé en hôpital. Il repart au front en juillet 1917. Il y fut caporal, sergent, sous-lieutenant, y gagna huit citations, la médaille militaire, la croix de Saint-Georges de Russie,. Avant de tomber au combat le 23 juillet 1918, il se trouve à nouveau à Paris en août 1917 pour épouser en secondes noces Ernestine Delvoie, actrice de théâtre. Leur fille, Yseult, épousera Arnold Mandel.[réf. nécessaire]
La plaque apposée sur sa maison natale le 23 juillet 1920 porte cette inscription : « pour défendre contre l'envahisseur sa maison, sa rue et la place Saint-Sulpice ». Son nom figure au Panthéon parmi les écrivains morts au champ d’honneur pendant la guerre de 1914-1918.

## Distinctions
- Prix de Joest de l’Académie française en 1919.
- Prix Montyon de l’Académie française en 1921 à titre posthume.
- Légion d'honneur à titre posthume, janvier 1921[n 4],[17]

## Œuvres
- Bisbur au Démocratic-Palace, Maison française d'art et d'édition, 1917  — d'abord publié en feuilleton dans La Grimace, à partir du 11 février 1917 lire en ligne sur Gallica  — il relate son séjour au Grand-Palais transformé en hôpital
- Untel de l’armée française, Payot et Cie, 1918 [lire en ligne] ; Prix de Joest de l’Académie française, 1919, réédition Bibliothèque du Hérisson / Edgar Malfère, Amiens, 1926, Imprimerie F.Paillart, Abbeville, avec une Préface de Roland Dorgelès.
- Poèmes, La renaissance du livre, 1922
- « Je suis encore vivant: lettres à Émile Cohl (1914-1918) », L'Œil bleu, n° 12, décembre 2010.
- « Lettre de guerre à Albert Urwiller », poèmes, précédé de « Un artiste en guerre », par Nicolas Leroux, L'Œil bleu, no 3, mars 2007, p. 50-63.

### Poèmes
- « La Mort de Vénus », L'Île sonnante, n° 8, 5 juin 1910, p. 233[18]
- « Le Vase fleuri » ; « L'Enfant ou le Vase », L'Île sonnante, n° 23, juin 1912, p. 98-99[19]
- « La Rosace », Les Facettes : cahier trimestriel de poésie, janvier 1919 lire en ligne sur Gallica
- « Août », « Le Chant des petits rosiers », Mercure de France, 15 février 1921, p. 55-56 lire en ligne sur Gallica

### Divers
- « La rue des Canettes », La Renaissance contemporaine, 10 janvier 1914[n 5]
- Thierry Sandre La Vie ardente de Franconi, suivie de La Correspondance de Gabriel-Tristan Franconi et de La Rue des Canettes, mention "à paraître" en 1926 in livre Gabriel-Tristan Franconi, Untel de l'Armée française, E.Malfère, Amiens, 1926 op.cit.